# تل رئیسی
تل رئیسی مربوط به دوران‌های تاریخی پس از اسلام است و در شهرستان اقلید، بخش حسن‌آباد، روستای میانرود واقع شده و این اثر در تاریخ ۱۲ بهمن ۱۳۸۱ با شمارهٔ ثبت ۷۳۴۳ به‌عنوان یکی از آثار ملی ایران به ثبت رسیده است.